# フレミング (お笑いコンビ)
フレミングは、かつて吉本興業東京本社（東京吉本、厳密には子会社のよしもとクリエイティブ・エージェンシー）で活動していたお笑いコンビ。NSC東京校16期生。2016年6月11日解散。

## メンバー
- 宮本 駿（みやもと しゅん、1983年7月2日（41歳）- ）

ボケ担当。立ち位置左。血液型はO型。群馬県前橋市出身。身長174cm。体重62㎏。
解散後は、ピン芸人「しゅんしゅんクリニックP」として活動。
- 舟生 侑大（ふにゅう ゆうだい、1986年9月26日（38歳）- ）

ツッコミ担当。立ち位置右。血液型はA型。高知県四万十市出身。身長174cm。体重58kg。
解散後は、古賀充泰（元サボテン、元カラン）とコンビ「古賀・舟生ペア」を結成。
2019年に「古賀・舟生ペア」を解散し、一度芸人を引退。2021年に「鶴亀」としてコンビを再結成する形で芸人に復帰した。

## 略歴
2011年1月結成。医者と美容師の異色コンビとして注目され、NSC東京校を16期生として首席卒業した。
2016年5月27日、Twitterにて解散することを発表。同年6月11日開催のライブ「神保町花月×Confetti『エチュ1グランプリ2016〜リーグ開幕戦〜』」が、コンビとして最後の出演となった。

## ライブ
- GetKingLive（ヨシモト∞ホール、-2012年12月）
- 彩～irodori～Jr.（ヨシモト∞ホール、2013年3月-2014年2月）
- 今宵、（神保町花月、2011年11月15日-2011年11月20日）
- ラフカンパニー（神保町花月、2012年10月30日-2012年11月4日）
- ing!to 2013 ～iNFINITY nEXT gENERATION～（SHIBUYA-AX、2012年12月28日）
- 彩～irodori～East（ヨシモト∞ホール、2014年3月-）

### 単独ライブ
- フレミング初単独「メスとハサミ」（ヨシモト∞ホール、2013年12月4日）
- フレミング第2回単独「採血とパーマ」（ヨシモト∞ホール、2014年8月2日）
- フレミング第3回単独「カテーテルとエクステ」（ヨシモト∞ホール、2015年3月29日）

### トークライブ
- フレミングトークライブ「ちょっと髪切って胸の音聞きますね」（神保町花月、2015年1月5日）
- フレミングトークライブ「ちょっと髪切って胸の音聞きますね」（神保町花月、2015年3月25日）
- フレミングトークライブ「ちょっと髪切って胸の音聞きますね」（ヨシモト∞ホール、2015年6月14日）
- フレミングトークライブ「ちょっと髪切って胸の音聞きますね」（神保町花月、2016年4月）
- フレミングトークライブ「ちょっと髪切って胸の音聞きますね」（ヨシモト∞ホール、2016年5月28日）※ラストトークライブ

## 神保町花月出演お芝居
- ちっぽけなリビドー（神保町花月、2013年9月3日、2013年9月5日-2013年9月8日）
- 限りなく他人に近い一族（神保町花月、2014年1月21日-2014年1月26日）
- 悪党たちの甘い生活（神保町花月、2014年6月3日-2014年6月7日）
- 妖怪探偵ルルルと悲しみの腕時計（神保町花月、2015年6月9日-6月13日）
- 夏野台学園シリーズ①ディメンションチェンジ（神保町花月、2015年8月5日-8月8日）
- 妖怪探偵ルルルと慟哭のエンゲージリング（神保町花月、2015年9月8日-2015年9月12日）
- 久しぶりのラブストーリー（神保町花月、2015年11月25日-11月28日）
- キラリ☆白虎隊～後編～（神保町花月、2016年1月8日-2016年1月11日）
- 妖怪探偵ルルルと最後の事件（神保町花月、2016年2月17日-2016年2月21日）
- 太陽とあの日のletter（神保町花月、2016年5月17日-5月21日）